# Liman (Izrael)
Liman (hebrejsky לִימַן, v oficiálním přepisu do angličtiny Liman) je vesnice typu mošav v Izraeli, v Severním distriktu, v Oblastní radě Mate Ašer.

## Geografie
Leží v nadmořské výšce 16 metrů v intenzivně zemědělsky využívané a hustě osídlené Izraelské pobřežní planině, nedaleko západních okrajů svahů Horní Galileji, přímo u břehu Středozemního moře a 4 kilometry od libanonských hranic. Vesnice je situována na sever od národního parku Achziv u ústí vádí Nachal Kaziv do Středozemního moře.
Obec se nachází 4 kilometry severně od města Naharija, cca 113 kilometrů severoseverovýchodně od centra Tel Avivu a cca 30 kilometrů severoseverovýchodně od centra Haify. Liman obývají Židé, přičemž osídlení v tomto regionu je etnicky zcela židovské. Kopcovité oblasti centrální Galileji, které obývají ve vyšší míře kromě Židů i izraelští Arabové, začínají až dále na jihovýchodě.
Liman je na dopravní síť napojen pomocí dálnice číslo 4, která vede na jih do Naharije a na sever, kde končí na libanonských hranicích v Roš ha-nikra.

## Dějiny
Liman byl založen v roce 1949. Původně se vesnice nazývala Cahal (צ"הל, zkratka izraelské armády - zakladateli osady byli demobilizovaní vojáci). Roku 1959 byla pojmenována podle amerického senátora a guvernéra státu New York Herberta Henryho Lehmana.
Mošav vznikl na pozemcích arabské vesnice al-Zeeb, která stávala do války za nezávislost v roce 1948 cca 1,5 kilometru od dnešního mošavu, přímo u ústí Nachal Kaziv v nynějším národním parku Achziv. Tato vesnice navazovala na biblické město Achziv. Během války roku 1948 byla ovládnuta židovskými silami a arabské osídlení zde skončilo.
Polovina rodin ve vesnici Liman se zabývá zemědělstvím, druhá polovina žije v rezidenčních domech bez vazby na zemědělskou výrobu. Mošav byl vyhlášen turistickou vesnicí a je zde četné ubytování pro turisty. Někteří obyvatelé za prací rovněž dojíždějí mimo obec.

## Demografie
Obyvatelstvo mošavu Liman je sekulární. Podle údajů z roku 2014 tvořili naprostou většinu obyvatel v Liman Židé (včetně statistické kategorie "ostatní", která zahrnuje nearabské obyvatele židovského původu ale bez formální příslušnosti k židovskému náboženství).
Jde o menší sídlo vesnického typu s dlouhodobě rostoucí populací. K 31. prosinci 2014 zde žilo 684 lidí. Během roku 2014 populace stoupla o 2,7 %.
| Rok            | 1961 | 1972 | 1983 | 1995 | 2001 | 2003 | 2004 | 2005 | 2006 | 2007 | 2008 | 2009 | 2010 | 2011 | 2012 | 2013 | 2014 |
| -------------- | ---- | ---- | ---- | ---- | ---- | ---- | ---- | ---- | ---- | ---- | ---- | ---- | ---- | ---- | ---- | ---- | ---- |
| Počet obyvatel | 264  | 245  | 294  | 304  | 523  | 563  | 593  | 597  | 607  | 621  | 658  | 601  | 630  | 648  | 653  | 666  | 684  |